# Lista de prefeitos de Pau d'Arco do Piauí
Constam a seguir os administradores eleitos no município de Pau d'Arco do Piauí, criado pela Lei Estadual n.º 4.904 de 29 de janeiro de 1997 sancionada pelo governador Mão Santa e que foi instalado em 1º de janeiro de 2001.

## Prefeitos de Pau d'Arco do Piauí
| Ordem  | Lista de prefeitos do município       | Partido  | Início do mandato       | Fim do mandato          | Cidade onde nasceu | Unidade federativa | Notas            |
| ------ | ------------------------------------- | -------- | ----------------------- | ----------------------- | ------------------ | ------------------ | ---------------- |
| 1º     | Expedito Marques Paiva                | PFL PMDB | 1º de janeiro de 2001   | 31 de dezembro de 2004  | Altos              | Piauí              |                  |
| 1º     | Expedito Marques Paiva                | PFL PMDB | 1º de janeiro de 2005   | 31 de dezembro de 2008  | Altos              | Piauí              | [ nota 1 ]       |
| 2º     | Fábio Soares Cesário                  | PMDB     | 1º de janeiro de 2009   | 15 de fevereiro de 2011 | Altos              | Piauí              | [ 3 ] [ nota 2 ] |
| 3º     | Antônio Milton de Abreu Passos        | PRB      | 15 de fevereiro de 2011 | 31 de dezembro de 2012  | Altos              | Piauí              | [ nota 3 ]       |
| 3º     | Antônio Milton de Abreu Passos        | PRB      | 1º de janeiro de 2013   | 31 de dezembro de 2016  | Altos              | Piauí              | [ nota 4 ]       |
| 4º     | Josenilton de Sousa Rodrigues Bacelar | PP       | 1º de janeiro de 2017   | 31 de dezembro de 2020  | Demerval Lobão     | Piauí              |                  |
| 4º     | Josenilton de Sousa Rodrigues Bacelar | PP       | 1º de janeiro de 2021   | 31 de dezembro de 2024  | Demerval Lobão     | Piauí              | [ 4 ] [ nota 5 ] |
| 5º     | Antônio Milton de Abreu Passos        | PT       | 1º de janeiro de 2025   | Em exercício            | Altos              | Piauí              | [ 5 ]            |
| Fonte: |                                       |          |                         |                         |                    |                    |                  |

## Vice-prefeitos de Pau d'Arco do Piauí
| Ordem  | Lista de vice-prefeitos do município  | Partido | Início do mandato       | Fim do mandato          | Cidade onde nasceu | Unidade federativa | Notas            |
| ------ | ------------------------------------- | ------- | ----------------------- | ----------------------- | ------------------ | ------------------ | ---------------- |
| 1º     | Carlos Augusto Leal Pinheiro          | PFL     | 1º de janeiro de 2001   | 31 de dezembro de 2004  | Amarante           | Piauí              |                  |
| 2º     | Renato Saraiva Holanda                | PFL     | 1º de janeiro de 2005   | 31 de dezembro de 2008  | Teresina           | Piauí              |                  |
| 3º     | Carlos Augusto Leal Pinheiro          | DEM     | 1º de janeiro de 2009   | 15 de fevereiro de 2011 | Amarante           | Piauí              | [ 3 ] [ nota 6 ] |
| 4º     | Joana de Sousa Bacelar                | PT      | 15 de fevereiro de 2011 | 31 de dezembro de 2012  | Teresina           | Piauí              | [ nota 3 ]       |
| 5º     | Josenilton de Sousa Rodrigues Bacelar | PP      | 1º de janeiro de 2013   | 31 de dezembro de 2016  | Demerval Lobão     | Piauí              |                  |
| 6º     | Francisco Odenillo Passos Santos      | PRB     | 1º de janeiro de 2017   | 31 de dezembro de 2020  | Teresina           | Piauí              |                  |
| 7º     | Bruno Marques Saraiva Paiva           | MDB     | 1º de janeiro de 2021   | 31 de dezembro de 2024  | Teresina           | Piauí              | [ 4 ]            |
| 8º     | Antônio Lima Bacelar                  | PDT     | 1º de janeiro de 2025   | Em exercício            | Altos              | Piauí              |                  |
| Fonte: |                                       |         |                         |                         |                    |                    |                  |

## Vereadores de Pau d'Arco do Piauí
Relação ordenada conforme o número de mandatos exercidos por cada vereador a partir do ano de sua primeira eleição, observado sempre que possível a ordem alfabética.
| Lista de vereadores do município      | Mandatos | Ano da eleição               | Cidade onde nasceu     | Unidade federativa |
| ------------------------------------- | -------- | ---------------------------- | ---------------------- | ------------------ |
| Edvaldo Ferreira Passos               | 05       | 2004, 2008, 2012, 2016, 2020 | Cocal                  | Piauí              |
| Alfredo Carvalho Ferreira             | 04       | 2000, 2004, 2016, 2020       | Altos                  | Piauí              |
| Antério Chaves do Nascimento          | 04       | 2000, 2004, 2012, 2016       | Pau d'Arco do Piauí    | Piauí              |
| Raimundo Nonato Braga                 | 04       | 2000, 2004, 2008, 2012       | Alto Longá             | Piauí              |
| Ferlando Gomes de Oliveira            | 04       | 2008, 2012, 2016, 2020       | Pau d'Arco do Piauí    | Piauí              |
| Antônio Gomes da Silva                | 03       | 2000, 2004, 2008             | Altos                  | Piauí              |
| Josenilton de Sousa Rodrigues Bacelar | 03       | 2000, 2004, 2008             | Demerval Lobão         | Piauí              |
| José Rodrigues Bacelar Júnior         | 03       | 2012, 2016, 2020             | Teresina               | Piauí              |
| José Arimateia Aquino Costa           | 02       | 2000, 2004                   | Olho d'Água das Cunhãs | Maranhão           |
| Marcos Paiva Costa                    | 02       | 2000, 2004                   | Altos                  | Piauí              |
| Antônio Lima Bacelar                  | 02       | 2008, 2012                   | Altos                  | Piauí              |
| José Pereira da Silva                 | 02       | 2008, 2016                   | Altos                  | Piauí              |
| Teodorio Marques Ferreira             | 02       | 2008, 2012                   | Altos                  | Piauí              |
| Antônio Sérgio de Castro              | 02       | 2016, 2020                   | Altos                  | Piauí              |
| Erisnelson de Abreu Barbosa           | 02       | 2016, 2020                   | Teresina               | Piauí              |
| Francisco Leonardo dos Santos         | 02       | 2016, 2020                   | Teresina               | Piauí              |
| Reginaldo Solano Passos               | 02       | 2016, 2020                   | Altos                  | Piauí              |
| Antônio Fernandes de Alencar          | 01       | 2000                         | Beneditinos            | Piauí              |
| Francisco Rodrigues da Silva          | 01       | 2000                         | Beneditinos            | Piauí              |
| Miguel Abreu do Nascimento            | 01       | 2004                         | Altos                  | Piauí              |
| Aurymar Oliveira Soares               | 01       | 2008                         | Campo Maior            | Piauí              |
| Alfredo Francisco de Abreu Neto       | 01       | 2012                         | Teresina               | Piauí              |
| Eraldo Reis Rodrigues de Lemos        | 01       | 2012                         | Altos                  | Piauí              |
| Raimundo Nonato da Silva              | 01       | 2016                         | Altos                  | Piauí              |
| Pablo Marques Saraiva Paiva           | 01       | 2020                         | Teresina               | Piauí              |
| Fonte:                                |          |                              |                        |                    |